# Islote Sandra
Die Islote Sandra ist eine Insel unmittelbar vor der Danco-Küste des Grahamlands auf der Antarktischen Halbinsel. Sie liegt im Südosten des Argentino-Kanals vor der Einfahrt zur Oscar Cove. Im Vereinigten Königreich ist sie als Landspitze unter dem Namen Stony Point bekannt. In Argentinien kennt man sie unter dem Namen Punta Piedras.
Wissenschaftler der 5. Chilenischen Antarktisexpedition (1950–1951) benannten sie nach dem Vornamen der Verwandten eines Expeditionsteilnehmers. Die englische und argentinische Benennung ist deskriptiv.